# ليو غوثير
ليو غوثير هو سياسي كندي، ولد في 29 ديسمبر 1904 بأونتاريو في كندا، وتوفي في 17 يناير 1964 في نفس البلد. حزبياً، نشط في الحزب الليبرالي الكندي. وقد انتخب عضو مجلس العموم الكندي.